# Nukleopatra
Nukleopatra es el sexto álbum de estudio de la banda británica Dead or Alive grabado en el PWL Studios. Fue publicado en Japón en 1995. Sin contrato en el Reino Unido y Estados Unidos, este álbum no se publicó en otros territorios hasta años después. Nukleopatra fue editado finalmente por varias discográficas distintas, con diversas listas de canciones, duraciones e ilustraciones del álbum. 
Este álbum incluye la canción «Sex Drive», originalmente grabada y editada por el cantante Pete Burns como vocalista invitado del grupo italiano de house Glam. En algunas versiones de Nukleopatra se conservó la voz de Burns de la versión original de «Sex Drive» con una pista instrumental grabada nuevamente.

## Producción
A principios de los años 90, Burns y Coy firmaron con PWL Records de Pete Waterman y comenzaron a trabajar en nuevas canciones coescritas y producidas por Mike Stock. Las sesiones se interrumpieron cuando Stock abandonó abruptamente su trabajo debido a su insatisfacción con su parte de las regalías de publicación del nuevo material.
El trabajo en material nuevo se reanudó en PWL con Barry Stone asumiendo las tareas de coproducción y el proyecto ahora financiado por Sony Japón. El primer lanzamiento fue una versión de "Rebel Rebel" de David Bowie, lanzada como sencillo bajo el nombre de International Chrysis, llamado así por la fallecida artista transexual de club nocturno. Una versión inicial de la canción, con nuevas letras escritas por Burns, fue bloqueada por Bowie, quien legalmente negó el permiso para usar nuevas letras y solicitó sin éxito que la banda no hiciera ninguna versión de la canción.
Varias de las pistas de Nukleopatra fueron versiones reescritas, regrabadas o remezcladas de canciones de Fan the Flame (Part 1) , que en ese entonces solo se había lanzado en Japón, y del inacabado Fan the Flame (Parte 2). Burns también había colaborado con el dúo de eurodance italiano Glam para producir el sencillo «Sex Drive», que fue regrabado para su inclusión en Nukleopatra. En 1997, Burns afirmó que algunas de las versiones de las canciones se incluyeron como «relleno de álbumes», cuando el tiempo de estudio para escribir material nuevo se vio truncado porque «el sello discográfico comenzó a desmoronarse».
El álbum fue lanzado inicialmente por diferentes sellos en varios territorios entre 1995 y 1998. La banda afirmó que Pete Waterman rechazó su solicitud de utilizar a Paul Oakenfold y otros remezcladores para trabajar en más sencillos, ya que quería escribir y producir para la banda él mismo.

## Versiones
La versión japonesa cuenta con versiones más largas de las pistas «Nukleopatra» y «Sex Drive» y versiones regrabadas de las pistas de 1990, «Unhappy Birthday», y «Gone Too Long», que aparecieron en el álbum previo de Dead or Alive, Fan the Flame (Part 1).
La versión europea / australiana incluye una versión diferente y más larga de «Rebel Rebel».
Las versiones europea / australiana y estadounidense intercambian la versión regrabada de «Unhappy Birthday» con el remix de doce pulgadas de 1990 original de esa canción, publicado previamente como el "Ninja Billy Mix". Esta versión del álbum también incluye el "Sugar Pumpers Radio Remix" de 1996 para «You Spin Me Round (Like a Record)».
La versión estadounidense presenta versiones acortadas de «Getting It On» y «Spend the Night Together». También incluye un "Jail House Mix" exclusivo de «You Spin Me Round (Like a Record)» y el "Scream Driven Mix" de «Sex Drive».
Tanto el "Sugar Pumpers Radio Remix" de «You Spin Me Round (Like a Record)» como el "Scream Driven Mix" de «Sex Drive» aparecieron más tarde en el doble CD estadounidense de remixes You Spin Me Round / Sex Drive.
En 2016, se relanzó el álbum otra vez en CD y en formato de disco de vinilo con una nueva portada, incluida en el boxset de la banda "Sophisticated Boom Box 2016". En esta nueva versión, se encuentra la versión sencilla de "Nukleopatra" y retirando la versión regrabada de "Unhappy Birthday".

## Lista de canciones
CD Original 1995

| N.º | Título                     | Escritor(es)                                                         | Duración |  |
| 1.  | «Nukleopatra»              | Pete Burns, Steve Coy                                                | 7:03     |  |
| 2.  | «Unhappy Birthday»         | Burns, Coy, Peter Oxendale                                           | 6:13     |  |
| 3.  | «Rebel Rebel»              | David Bowie                                                          | 4:17     |  |
| 4.  | «Sleep with You»           | Burns, Coy, Oxendale                                                 | 5:53     |  |
| 5.  | «The Right Stuff»          | Burns, Coy, Zeben Jameson                                            | 4:06     |  |
| 6.  | «I'm a Star»               | Burns, Coy, Oxendale                                                 | 4:54     |  |
| 7.  | «International Thing»      | Burns, Coy, Oxendale                                                 | 6:57     |  |
| 8.  | «Picture This»             | Deborah Harry, Chris Stein, Jimmy Destri                             | 4:53     |  |
| 9.  | «Spend the Night Together» | Burns, Coy, Oxendale                                                 | 9:06     |  |
| 10. | «Gone Too Long»            | Burns, Coy, Oxendale                                                 | 5:02     |  |
| 11. | «Getting It On»            | Burns, Coy                                                           | 7:19     |  |
| 12. | «Sex Drive»                | Burns, Ricky Persi, Davide Rizzatti, Elvio Moratto, Riccardo Testoni | 6:40     |  |

## Créditos
- Pete Burns - Voz
- Jason Alburey - Teclado
- Steve Coy - Batería

- Datos: Q3879315